# Rally van Groot-Brittannië 2009
De Rally van Groot-Brittannië 2009, formeel 65th Rally of Great Britain, was de 65e editie van de Rally van Groot-Brittannië en de twaalfde ronde van het wereldkampioenschap rally in 2009. Het was de 466e rally in het wereldkampioenschap rally die georganiseerd wordt door de Fédération Internationale de l'Automobile (FIA). De start en finish was in Cardiff.

## Programma
| Etappe | Datum               | Klassementsproeven | Competitieve afstand |
| ------ | ------------------- | ------------------ | -------------------- |
| 1      | Vrijdag 23 oktober  | 6                  | 130,30 kilometer     |
| 2      | Zaterdag 24 oktober | 6                  | 138,16 kilometer     |
| 3      | Zondag 25 oktober   | 4                  | 79,84 kilometer      |
|        |                     |                    |                      |
| Totaal | Totaal              | 16                 | 348,30 kilometer     |

## Resultaten
| Algemene top tien | Algemene top tien | Algemene top tien       | Algemene top tien                  | Algemene top tien | Algemene top tien | Algemene top tien | Algemene top tien |
| Pos.              | #                 | Rijder                  | Auto                               | Gr/kl             | Tijd              | Eerste            | Punten            |
| Pos.              | #                 | Navigator               | Inschrijving                       | C                 | Straftijd         | Vorige            | Punten            |
| ----------------- | ----------------- | ----------------------- | ---------------------------------- | ----------------- | ----------------- | ----------------- | ----------------- |
| 1.                | 1                 | Sébastien Loeb          | Citroën C4 WRC                     | A8                | 3:16:25,4         | 0:00              | 10                |
| 1.                | 1                 | Daniel Elena            | Citroën Total WRT                  | C                 |                   | =                 | 10                |
| 2.                | 3                 | Mikko Hirvonen          | Ford Focus RS WRC 09               | A8                | 3:17:31,5         | + 1:06,1          | 8                 |
| 2.                | 3                 | Jarmo Lehtinen          | BP Ford Abu Dhabi World Rally Team | C                 |                   | + 1:06,1          | 8                 |
| 3.                | 2                 | Daniel Sordo            | Citroën C4 WRC                     | A8                | 3:17:32,5         | + 1:07,1          | 6                 |
| 3.                | 2                 | Marc Martí              | Citroën Total WRT                  | C                 |                   | + 1,0             | 6                 |
| 4.                | 11                | Petter Solberg          | Citroën C4 WRC                     | A8                | 3:17:53,5         | + 1:28,1          | 5                 |
| 4.                | 11                | Phil Mills              | Citroën Junior Team                | C                 |                   | + 21,0            | 5                 |
| 5.                | 6                 | Henning Solberg         | Ford Focus RS WRC 08               | A8                | 3:22:53,4         | + 6:28,0          | 4                 |
| 5.                | 6                 | Cato Menkerud           | Stobart VK Ford Rally Team         | C                 |                   | + 4:59,9          | 4                 |
| 6.                | 5                 | Matthew Wilson          | Ford Focus RS WRC 08               | A8                | 3:24:11,4         | + 7:46,0          | 3                 |
| 6.                | 5                 | Scott Martin            | Stobart VK Ford Rally Team         | C                 |                   | + 1:18,0          | 3                 |
| 7.                | 4                 | Jari-Matti Latvala      | Ford Focus RS WRC 09               | A8                | 3:28:37,3         | + 12:11,9         | 2                 |
| 7.                | 4                 | Miikka Anttila          | BP Ford Abu Dhabi World Rally Team | C                 | 0:10              | + 4:25,9          | 2                 |
| 8.                | 8                 | Conrad Rautenbach       | Citroën C4 WRC                     | A8                | 3:30:53,2         | + 14:27,8         | 1                 |
| 8.                | 8                 | Daniel Barritt          | Citroën Junior Team                | A8                |                   | + 2:15,9          | 1                 |
| 9.                | 47                | Armindo Araújo          | Mitsubishi Lancer Evo X            | N4                | 3:40:44,2         | + 24:18,8         |                   |
| 9.                | 47                | Miguel Ramalho          | Ralliart Italia                    | N4                |                   | + 9:51,0          |                   |
| 10.               | 31                | Martin Prokop           | Mitsubishi Lancer Evo IX           | N4                | 3:40:57,0         | + 24:31,6         |                   |
| 10.               | 31                | Jan Tománek             | Martin Prokop                      | N4                |                   | + 12,8            |                   |
| DNF top tien      |                   |                         |                                    |                   |                   |                   |                   |
| Pos.              | #                 | Rijder                  | Auto                               | Gr/kl             | KP                | Reden             | Reden             |
| Pos.              | #                 | Navigator               | Inschrijving                       | C                 | KP                | Reden             | Reden             |
| DNF               | 12                | Sébastien Ogier         | Citroën C4 WRC                     | A8                | 16                | Mechanisch        | Mechanisch        |
| DNF               | 12                | Julien Ingrassia        | Citroën Junior Team                | C                 | 16                | Mechanisch        | Mechanisch        |
| DNF               | 14                | Mads Østberg            | Subaru Impreza S14 WRC 08          | A8                | 15                | Mechanisch        | Mechanisch        |
| DNF               | 14                | Jonas Andersson         | Adapta AS                          | A8                | 15                | Mechanisch        | Mechanisch        |
| DNF               | 37                | Egoi Éder Valdés López  | Subaru Impreza WRX STi             | N4                | 7                 | Mechanisch        | Mechanisch        |
| DNF               | 37                | Albert Garduño Maturana | Egoi Éder Valdés López             | N4                | 7                 | Mechanisch        | Mechanisch        |
| EX                | 39                | Eyvind Brynildsen       | Škoda Fabia S2000                  | N4                | 16                | Uitgesloten       | Uitgesloten       |
| EX                | 39                | Denis Giraudet          | Errani Team Group                  | N4                | 16                | Uitgesloten       | Uitgesloten       |
| DNF               | 40                | Dave Weston jr.         | Subaru Impreza STi                 | N4                | 16                | Mechanisch        | Mechanisch        |
| DNF               | 40                | Ieuan Thomas            | LMT / Vergina Inforally Team       | N4                | 16                | Mechanisch        | Mechanisch        |
| DNF               | 44                | David Senior            | Subaru Impreza STi                 | N4                | 1                 | Onbekend          | Onbekend          |
| DNF               | 44                | Chris Patterson         | Autotek                            | N4                | 1                 | Onbekend          | Onbekend          |
| DNF               | 49                | Giorgio Bacco           | Mitsubishi Lancer Evo IX           | N4                | 14                | Mechanisch        | Mechanisch        |
| DNF               | 49                | Nicola Arena            | Ralliart New Zealand               | N4                | 14                | Mechanisch        | Mechanisch        |
| DNF               | 50                | Nasser Al-Attiyah       | Subaru Impreza STi                 | N4                | 15                | Ongeluk           | Ongeluk           |
| DNF               | 50                | Giovanni Bernacchini    | Barwa Rally Team                   | N4                | 15                | Ongeluk           | Ongeluk           |
| DNF               | 85                | Ahmed Al-Mansoori       | Ford Fiesta ST                     | N3                | 10                | Mechanisch        | Mechanisch        |
| DNF               | 85                | Killian Duffy           | Team Abu Dhabi                     | N3                | 10                | Mechanisch        | Mechanisch        |
| DNF               | 86                | Majed Al-Shamsi         | Ford Fiesta ST                     | N3                | 8                 | Mechanisch        | Mechanisch        |
| DNF               | 86                | Allan Harryman          | Team Abu Dhabi                     | N3                | 8                 | Mechanisch        | Mechanisch        |

| PWRC top drie | PWRC top drie  | PWRC top drie |
| Pos.          | Rijder         | Pnt.          |
| ------------- | -------------- | ------------- |
| 1             | Martin Prokop  | 10            |
| 2             | Toshi Arai     | 8             |
| 3             | Martin Semerád | 6             |

## Statistieken

#### Klassementsproeven
| Etappe | Datum      | KP | Starttijd | Naam          | Lengte   | Snelste rijder | Tijd    | Gem. snelheid | Rallyleider    |
| ------ | ---------- | -- | --------- | ------------- | -------- | -------------- | ------- | ------------- | -------------- |
| 1      | 23 oktober | 1  | 9:23      | Hafren 1      | 32,14 km | Sébastien Loeb | 18:30,2 | 104,22 km/u   | Sébastien Loeb |
| 1      | 23 oktober | 2  | 10:04     | Sweet Lamb 1  | 5,13 km  | Sébastien Loeb | 3:23,7  | 90,66 km/u    | Sébastien Loeb |
| 1      | 23 oktober | 3  | 10:22     | Myherin 1     | 27,88 km | Sébastien Loeb | 15:29,3 | 108,00 km/u   | Sébastien Loeb |
| 1      | 23 oktober | 4  | 13:31     | Hafren 2      | 32,14 km | Mikko Hirvonen | 18:49,8 | 102,41 km/u   | Sébastien Loeb |
| 1      | 23 oktober | 5  | 14:12     | Sweet Lamb 2  | 5,13 km  | Sébastien Loeb | 3:24,1  | 90,49 km/u    | Sébastien Loeb |
| 1      | 23 oktober | 6  | 14:30     | Myherin 2     | 27,88 km | Mikko Hirvonen | 15:39,0 | 106,89 km/u   | Sébastien Loeb |
|        |            |    |           |               |          |                |         |               | Sébastien Loeb |
| 2      | 24 oktober | 7  | 8:35      | Rhondda 1     | 35,72 km | Mikko Hirvonen | 19:30,0 | 109,91 km/u   | Sébastien Loeb |
| 2      | 24 oktober | 8  | 10:26     | Crychan 1     | 14,99 km | Sébastien Loeb | 8:34,4  | 104,91 km/u   | Sébastien Loeb |
| 2      | 24 oktober | 9  | 10:54     | Halfway 1     | 18,37 km | Sébastien Loeb | 10:19,6 | 106,73 km/u   | Sébastien Loeb |
| 2      | 24 oktober | 10 | 14:58     | Rhondda 2     | 35,72 km | Mikko Hirvonen | 19:07,9 | 112,02 km/u   | Sébastien Loeb |
| 2      | 24 oktober | 11 | 16:49     | Crychan 2     | 14,99 km | Sébastien Loeb | 8:44,9  | 102,81 km/u   | Sébastien Loeb |
| 2      | 24 oktober | 12 | 17:17     | Halfway 2     | 18,37 km | Sébastien Loeb | 10:38,0 | 103,66 km/u   | Sébastien Loeb |
|        |            |    |           |               |          |                |         |               | Sébastien Loeb |
| 3      | 25 oktober | 13 | 8:28      | Port Talbot 1 | 17,41 km | Mikko Hirvonen | 9:00,2  | 116,02 km/u   | Sébastien Loeb |
| 3      | 25 oktober | 14 | 9:27      | Rheola 1      | 22,51 km | Mikko Hirvonen | 12:34,3 | 107,43 km/u   | Sébastien Loeb |
| 3      | 25 oktober | 15 | 10:56     | Port Talbot 2 | 17,41 km | Sébastien Loeb | 9:11,9  | 113,56 km/u   | Sébastien Loeb |
| 3      | 25 oktober | 16 | 11:55     | Rheola 2      | 22,51 km | Mikko Hirvonen | 12:46,0 | 105,79 km/u   | Sébastien Loeb |

| KP overwinningen | KP overwinningen |
| Rijder           | Aantal           |
| ---------------- | ---------------- |
| Sébastien Loeb   | 9                |
| Mikko Hirvonen   | 7                |

## Kampioenschap standen

#### Rijders
|   | Pos. | Rijder             | Pnt. |
| - | ---- | ------------------ | ---- |
| 1 | 1    | Sébastien Loeb     | 93   |
| 1 | 2    | Mikko Hirvonen     | 92   |
| = | 3    | Daniel Sordo       | 66   |
| = | 4    | Jari-Matti Latvala | 41   |
| = | 5    | Petter Solberg     | 35   |

#### Constructeurs
|   | Pos. | Constructeur                       | Pnt. |
| - | ---- | ---------------------------------- | ---- |
| = | 1    | Citroën Total WRT                  | 167  |
| = | 2    | BP Ford Abu Dhabi World Rally Team | 140  |
| = | 3    | Stobart VK Ford Rally Team         | 80   |
| = | 4    | Citroën Junior Team                | 47   |
| = | 5    | Munchi's Ford WRT                  | 23   |

- Vetgedrukte tekst betekent wereldkampioen.
- Noot: Enkel de top 5-posities worden in beide standen weergegeven.